# Paraliparis stehmanni
Paraliparis stehmanni és una espècie de peix pertanyent a la família dels lipàrids.

## Descripció
- Fa 19,5 cm de llargària màxima.[5][6]

## Hàbitat
És un peix marí i batidemersal que viu entre 2.119 i 2.600 m de fondària.

## Distribució geogràfica
Es troba a l'oceà Antàrtic.

## Observacions
És inofensiu per als humans.